# Yorkville (Tennessee)
Yorkville – miasto w Stanach Zjednoczonych, w stanie Tennessee, w hrabstwie Gibson.